# Aerolitoral

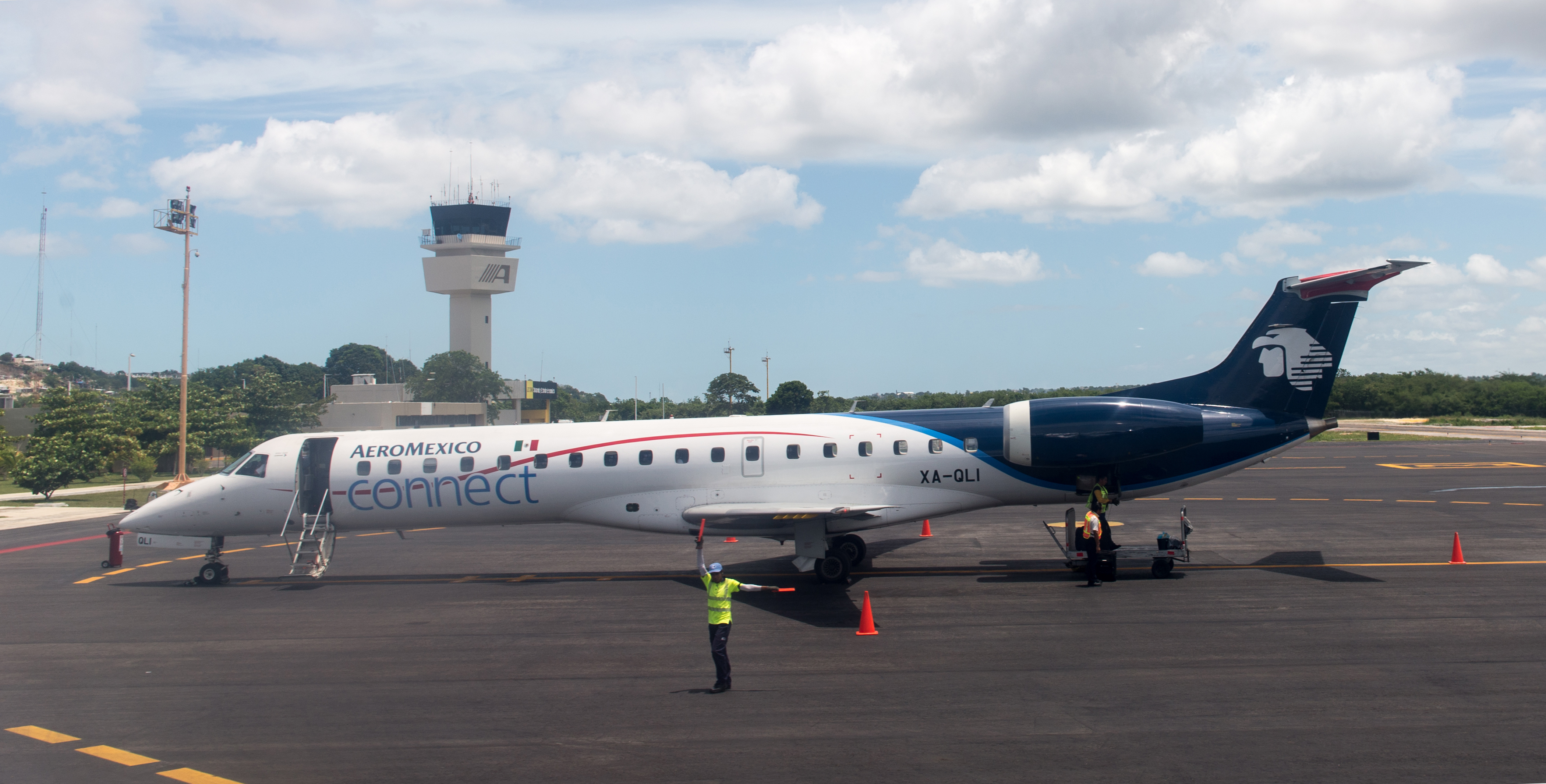
Embraer ERJ-145LU in Campeche, Mexico

Aerolitoral, im Außenauftritt Aeroméxico Connect, ist eine mexikanische Regionalfluggesellschaft mit Sitz in Monterrey und eine Tochtergesellschaft der Aeroméxico.

## Geschichte
Die Fluggesellschaft wurde als Servicios Aereos Litoral gegründet. Am 1. Dezember 1990 kaufte Aeroméxiko die Fluggesellschaft, die darauf mit einer Flotte von vier NAMC YS-11 1998 den Flugbetrieb aufgenommen hat. Als Tochtergesellschaft expandierte die Airline stark, die Flotte wurde durch modernere Typen ersetzt und außerdem zwischen 1991 und 1995 ausgebaut. Im Mai 2004 gelangten mit drei Embraer ERJ 145 die ersten Jets zur Flotte.

## Ziele
Aerolitoral bedient neben Zielen in Mexiko auch einige internationale Ziele. Die wichtigsten internationalen Destinationen sind: Bogotá, Havanna, Las Vegas, New York und Santiago de Chile.

## Flotte

### Aktuelle Flotte
Mit Stand Dezember 2024 besteht die Flotte der Aerolitoral aus 37 Flugzeugen mit einem Durchschnittsalter von 15,1 Jahren:
| Flugzeugtyp | Anzahl | bestellt | Anmerkungen  | Sitzplätze |
| ----------- | ------ | -------- | ------------ | ---------- |
| Embraer 190 | 37     |          | zwei inaktiv |            |
| Gesamt      | 37     | -        |              |            |

### Ehemalige Flugzeugtypen
- Embraer 170

## Zwischenfälle
- Am 31. Juli 2018 stürzte eine Embraer 190 der Aerolitoral/Aeroméxico Connect der Aerolitoral (Luftfahrzeugkennzeichen XA-GAL) kurz nach dem Start vom Flughafen Durango (Mexiko) ab. Dabei wurden 85 der 103 Insassen verletzt (siehe Aeroméxico-Connect-Flug 2431).[3][4]